# Calliopsis scutellaris
Calliopsis scutellaris là một loài Hymenoptera trong họ Andrenidae. Loài này được Fowler mô tả khoa học năm 1899.